# Tài sản lưu động
Trong kế toán, một tài sản lưu động là một tài sản trong bảng cân đối trong đó dự kiến sẽ được bán hoặc sử dụng hết trong tương lai gần, thường là trong vòng một năm, hoặc một chu kỳ kinh doanh - tùy cái nào dài hơn. Tài sản điển hình hiện nay bao gồm tiền, tương đương tiền, tài khoản phải thu, kho, phần của các tài khoản trả trước đó sẽ được sử dụng trong vòng một năm, và đầu tư ngắn hạn.
Trong bảng cân đối, tài sản thông thường sẽ được phân loại thành tài sản lưu động và tài sản dài hạn.
Lãi suất hiện hành được tính bằng cách chia tổng tài sản hiện tại của tổng số nợ ngắn hạn. Nó thường được sử dụng như một chỉ báo về tính thanh khoản của công ty, khả năng đáp ứng các nghĩa vụ ngắn hạn.